# Kepler-769b
Kepler-769b es un planeta extrasolar que forma parte de un sistema planetario formado por al menos dos planetas. Orbita la estrella denominada Kepler-769. Fue descubierto en el año 2016 por la sonda Kepler por medio de tránsito astronómico.